# Waikato (fiume)

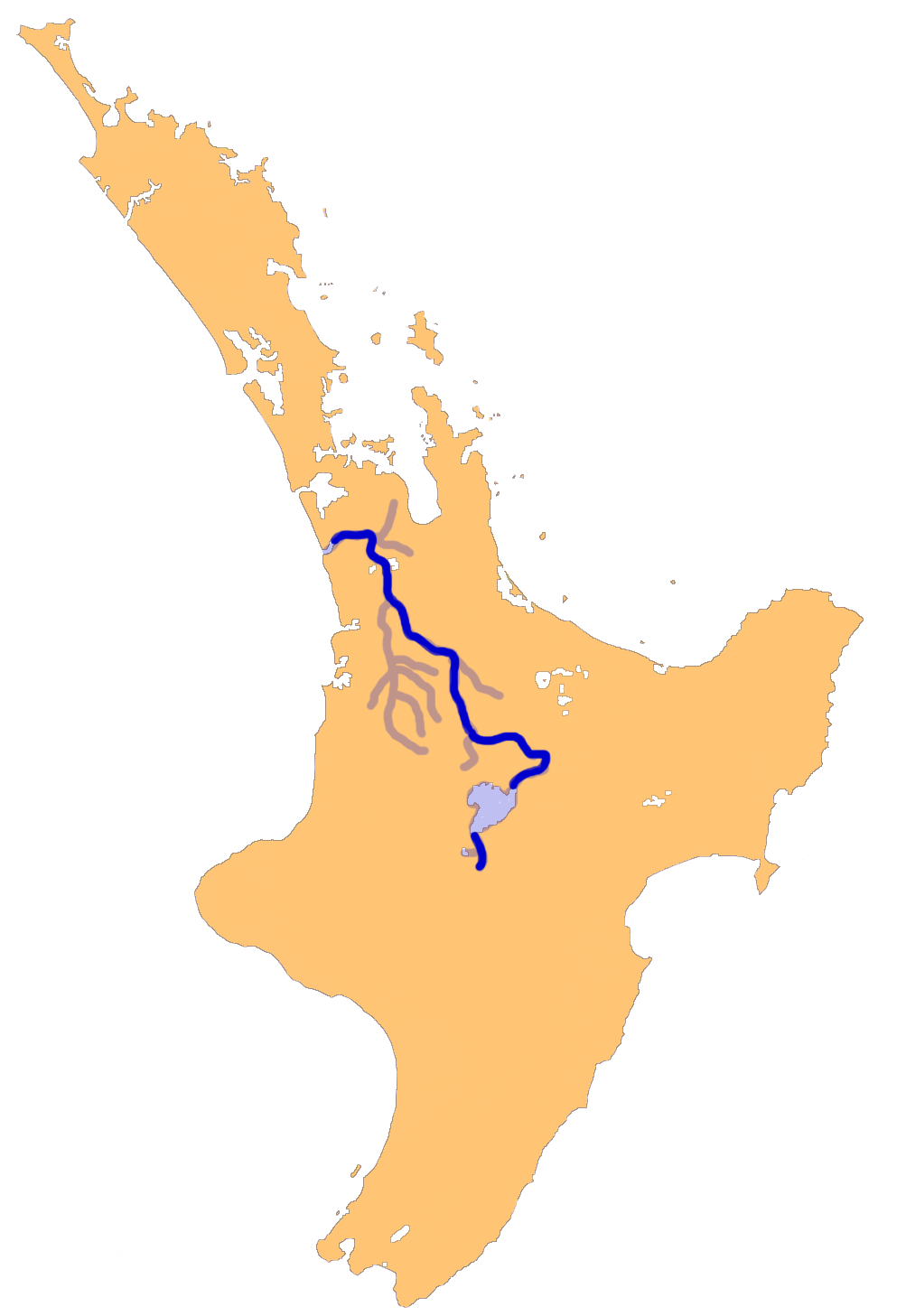
Il bacino del fiume Waikato

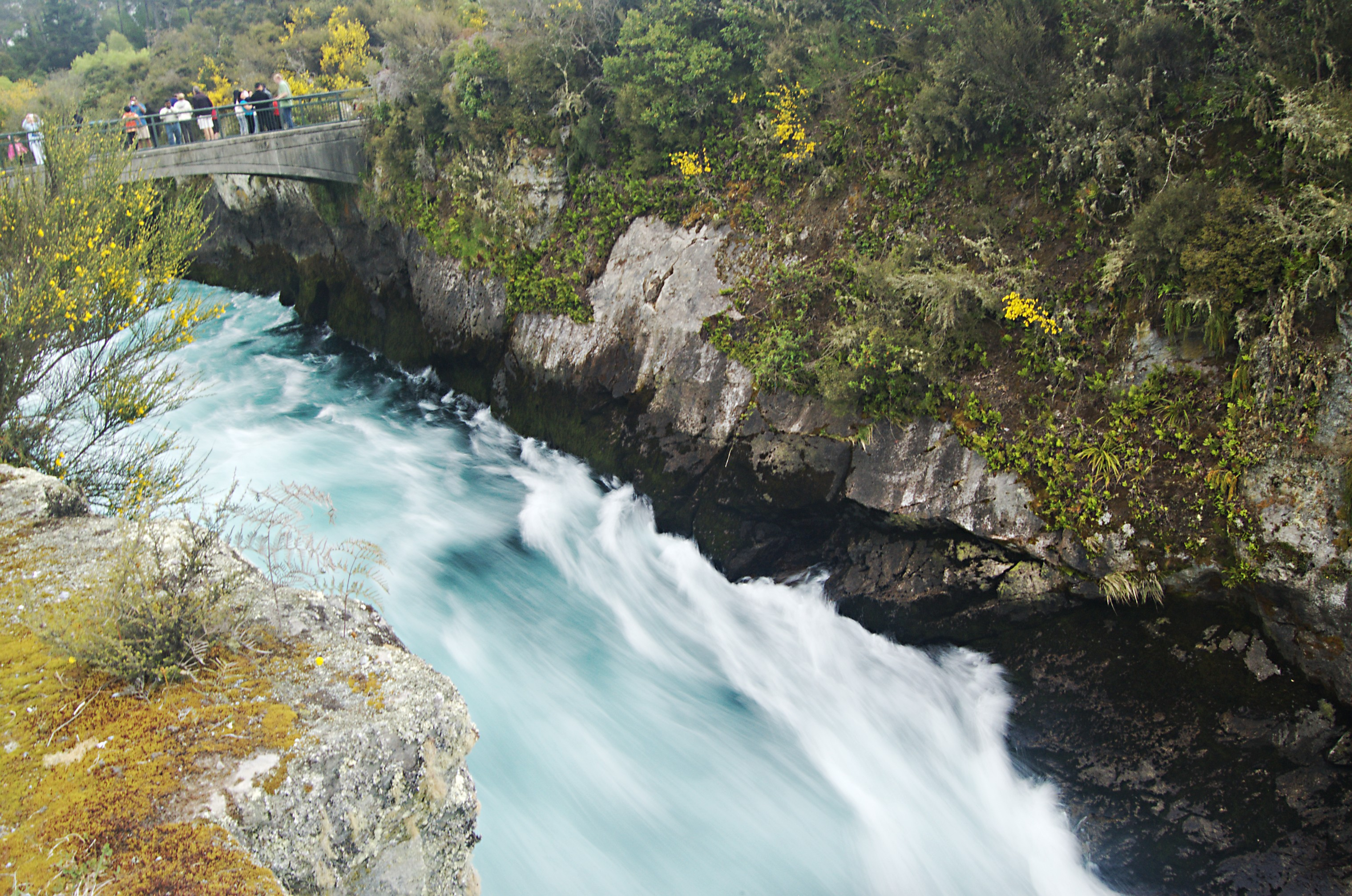
Le cascate di Huka Falls nel fiume Waikato, a Taupo

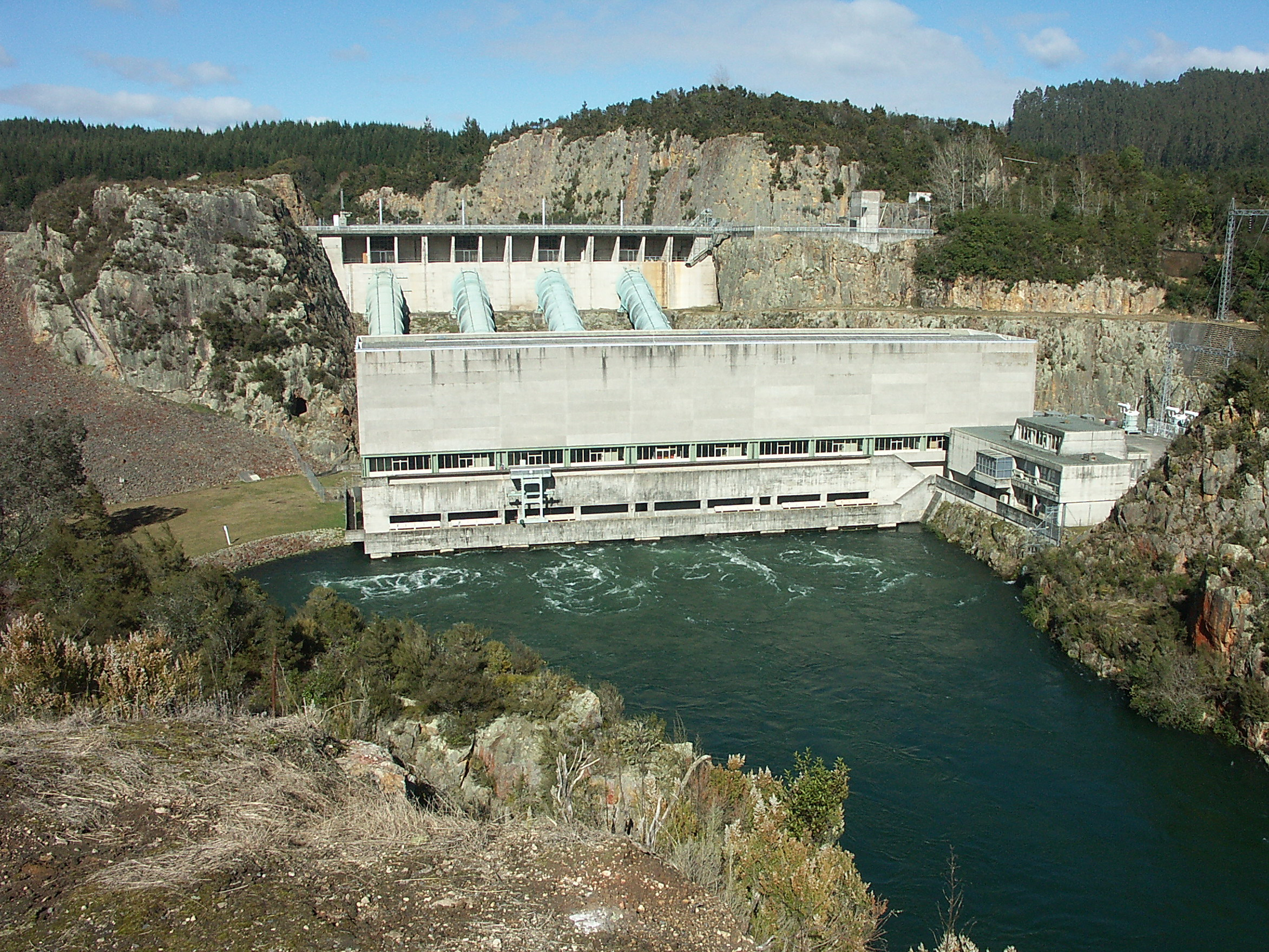
La Stazione di energia idroelettrica di Ohakuri tra Taupo, Rotorua e Hamilton

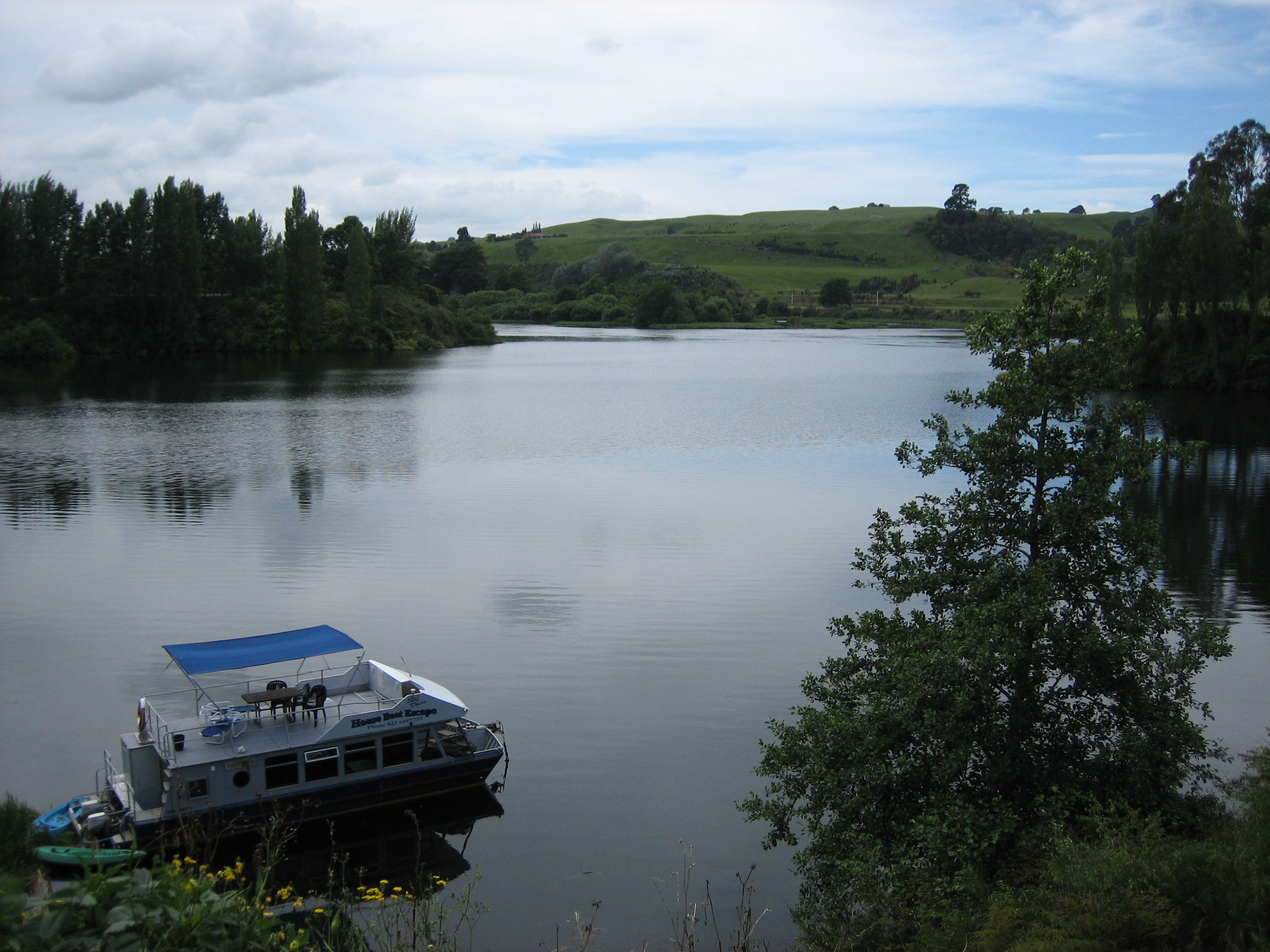
Una barca sul lago Karapiro.

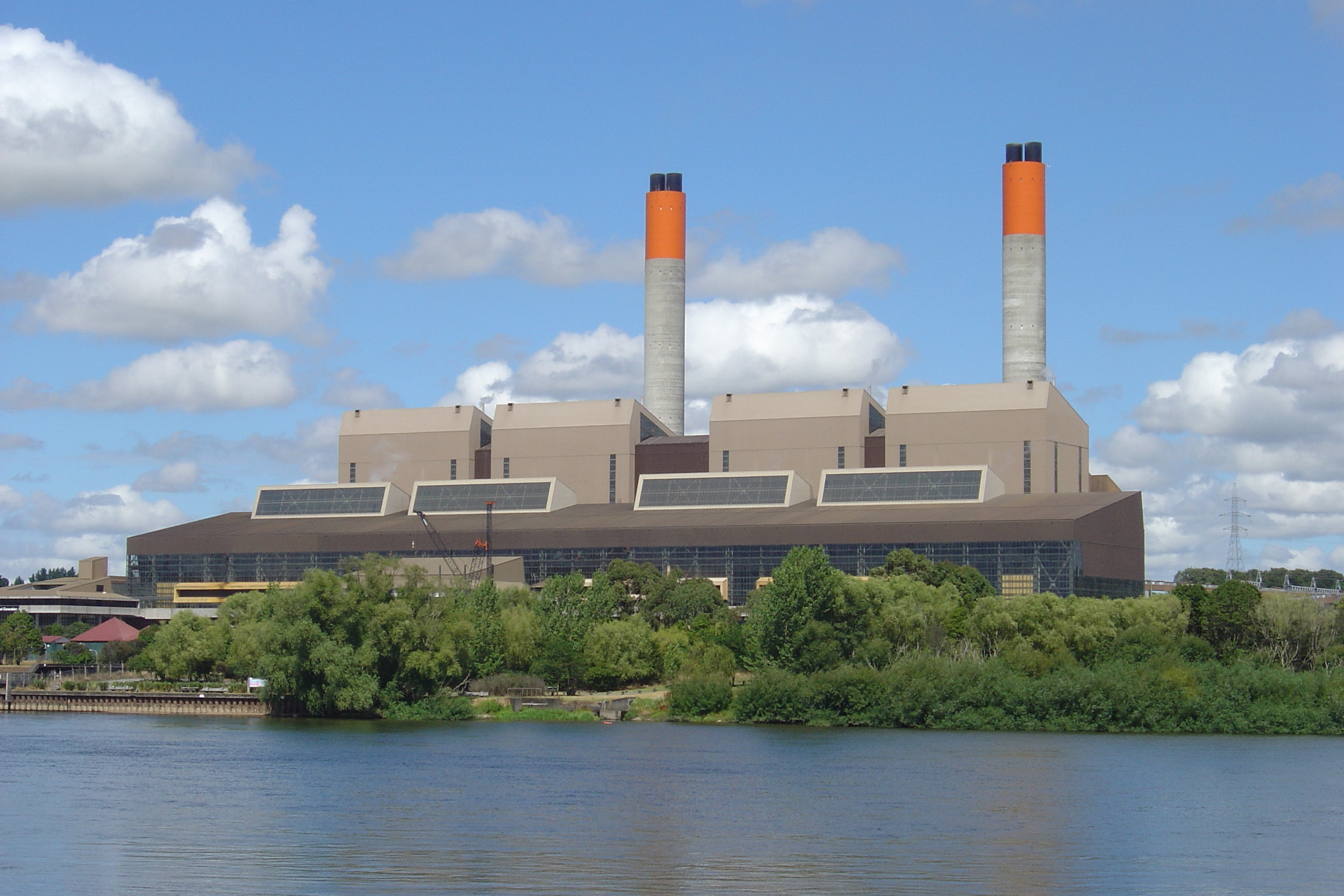
La stazione elettrica di Huntly è raffreddata dal fiume Waikato

Port Waikato, l'estuario del fiume

Il Waikato è il fiume più lungo della Nuova Zelanda. La parola Waikato, nella lingua maori, significa acqua che scorre.

## Corso del fiume
Percorre circa 425 km dalle pendici orientali del monte Ruapehu nell'Isola del Nord, si unisce al bacino idrico del fiume Tongariro per poi svuotarsi nel lago Taupo, il più grande lago della Nuova Zelanda. Poi, dalla riva nord-est del lago, prosegue verso nord creando le cascate Huka, quindi scorre, ancora, verso nord-ovest attraversando i Waikato Plains (le Pianure di Waikato). Sfocia nel Mar di Tasman a sud di Auckland dando il suo nome alla regione delle pianure circostanti. Il tributario primario del fiume è il Waipa il quale fluisce nelle sue acque all'altezza di Ngaruawahia. 

## Uso umano
Il fiume ha un valore spirituale per molte delle tribù maori della zona, come quella dei Tainui, i quali lo ritengono la fonte della loro mana o orgoglio. La marae di Turangawaewae, situata sulle sponde del fiume, vicino a Ngaruawahia, gode di molto rispetto. È da molti anni che la tribù Tainui cerca di ristabilire il suo nesso con il fiume dopo le guerre māori (vedere Invasione di Waikato) e le confische degli anni 1860, negoziazioni con il Governo della Nuova Zelanda sono ancora in corso. Recenti accordi con la Regina d'Inghilterra, hanno ridato loro l'amministrazione della porzione di terra del Raupatu nel 2008, così adesso la tribù Tainui amministra la zona insieme all'istituzione governativa "Enviroment Waikato".